# Росон (місто)
Росо́н (ісп. Rawson) — місто на півдні Аргентини, у департаменті Росон. Адміністративний центр провінції Чубут. Населення 26 183 (перепис 2001)  робить місто найменшою серед столиць провінцій Аргентини.

## Географія
Росон розташовується за 1 500 км на південь від Буенос-Айреса, на березі річки Чубут, за 8 км вище її гирла. В околицях Росона є містечка Плая-Уньйон, Пуерто-Росон і Плая-Маганья, які утворюють разом з ним міську агломерацію.

### Клімат
Місто знаходиться у зоні, котра характеризується кліматом тропічних степів. Найтепліший місяць — січень із середньою температурою 21.3 °C (70.3 °F). Найхолодніший місяць — липень, із середньою температурою 6.7 °С (44.1 °F).
| Клімат Росона           | Клімат Росона | Клімат Росона | Клімат Росона | Клімат Росона | Клімат Росона | Клімат Росона | Клімат Росона | Клімат Росона | Клімат Росона | Клімат Росона | Клімат Росона | Клімат Росона | Клімат Росона |
| Показник                | Січ.          | Лют.          | Бер.          | Квіт.         | Трав.         | Черв.         | Лип.          | Серп.         | Вер.          | Жовт.         | Лист.         | Груд.         | Рік           |
| Середня температура, °C | 21,3          | 20,5          | 17,8          | 14,1          | 10,2          | 6,8           | 6,7           | 8,5           | 11            | 14,1          | 17,5          | 19,8          | 14            |
| Норма опадів, мм        | 12.3          | 15.2          | 16.2          | 14.3          | 21.4          | 15.6          | 16.1          | 11.5          | 11.8          | 16.9          | 12.1          | 13.9          | 177.3         |
| Днів з опадами          | 3,7           | 4,4           | 3,6           | 4,1           | 5,6           | 6,3           | 5,4           | 5,2           | 4,4           | 4,7           | 3,7           | 4,5           | 55,6          |
| Вологість повітря, %    | 39.1          | 43.9          | 49.8          | 52.7          | 60.7          | 66.2          | 65.4          | 57.5          | 50.9          | 47.1          | 43            | 40.1          | 51.4          |
| ----------------------- | ------------- | ------------- | ------------- | ------------- | ------------- | ------------- | ------------- | ------------- | ------------- | ------------- | ------------- | ------------- | ------------- |
| Джерело: Weatherbase    |               |               |               |               |               |               |               |               |               |               |               |               |               |

## Історія

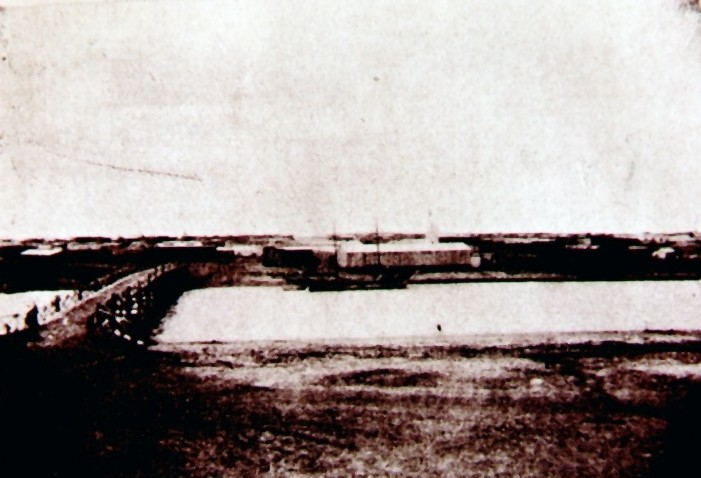
Перший міст через річку Чубут

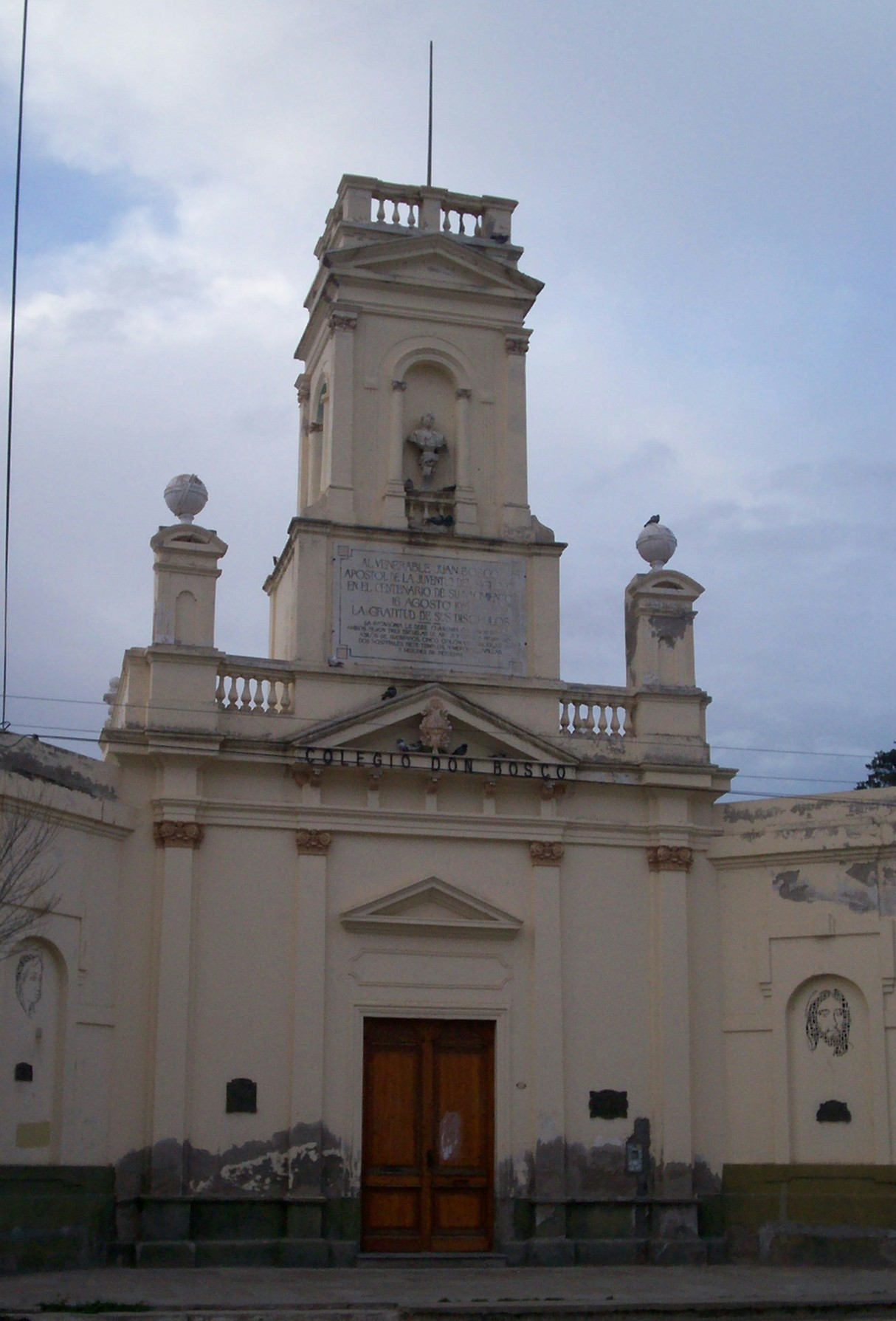
Церква Росона

Перше поселення у цій місцевості завдячує своєю появою Генрі Лібанусу Джонсу, скотарю і мандрівнику валлійського походження, який побудував форт на берегах річки Чубут у 1854 році.
Власне місто було засноване валлійським поселенцями 15 вересня 1865 р. під іменем валл. Trerawson — місто Росон. Назва була дана на честь Гільєрмо Росона — міністра внутрішніх справ Аргентини, який спростив процедуру заснування поселень у Патагонії. Назва Trerawson іноді вживається і сьогодні.
Єдиним шляхом, що сполучав валлійську колонію з рештою світу була невеличка пристань на річці Чубут, яка згодом перетворилася на порт Росона.
3 липня 1866 року до міста завітав вождь місцевих індіанців, який встановив торгові відносини між общинами. Дружні відносини з корінними мешканцями стали однією з причин процвітання міста Росон.
1874 року до Росона прибула друга хвиля валлійських поселенців, разом з якими населення міста склало 200 осіб. На 1876 рік у містечку налічувалося не більше двадцяти осель. 1877 року була відкрита перша школа. 1881 року у місті налічувалося 1007 мешканців. 1886 року до Росона прибули перші місіонери-салезіани.
9 жовтня 1885 року Конгрес Аргентини створив національну територію Чубут, столицею якої невдовзі було названо Росон. Це викликало численні конфлікти та обурення в інших містах території.
Перша католицька церква, присвячена Діві Лурдес, була споруджена у Росоні в березні 1886 року. 1889 року церква сильно постраждала під час бурі. 1897 року вона була відбудована під іменем Церква Марії Помічниці. 1915 року на дзвіниці було створено обсерваторію та оглядовий майданчик. Неф церкви остаточно було втрачено під час пожежі, і зараз залишилася лише частина фасаду і вежі, які є історичною пам'яткою міста.
У липні 1899 року сильні дощі і таїння снігу спричинило підтоплення багатьох міст Патагонії. 28 липня повінь практично зрівняла Росон з землею. Столиця Чубута була тимчасово перенесено до сусіднього міста Трелев. 20 вересня 1900 року столицю повернули до Росона.
22 травня 1923 року до Росона було проведено залізницю, яка профункціонувала до 1961 року.
У 1955 році національна територія Чубут стала провінцією, а Росон — її столицею.

## Економіка

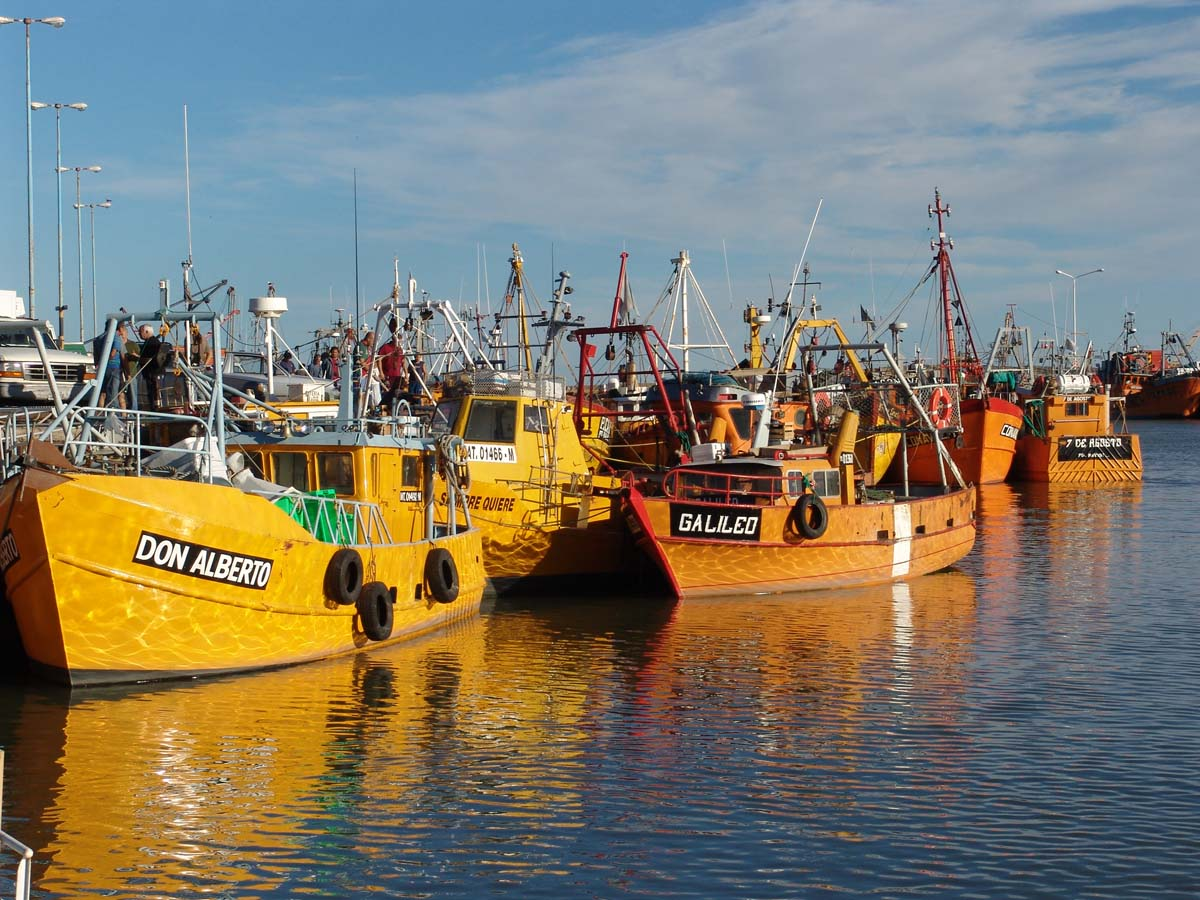
Порт Росона

Головним джерелом доходу Росона є рибальство та обробка морепродуктів. Порт, що знаходиться біля місця впадання річки Чубут в Атлантичний океан, налічує флот з 60 суден і займає восьме місце за уловом риби серед морських портів Аргентини.
Згідно зі статистичними даними 2006 року у порту Росона розвантажено 5025 тон морепродуктів, з яких 2084,70 тон риби (головним чином мерлузи), 2933,40 тон ракоподібних (головно лангостінів) і 6,9 тон молюсків.
Іншими галузями господарства Росона є вирощування вишень, піщані кар'єри і видобуток каміння для будівництва, машинобудівна і металообробна промисловість.

## Освіта і культура

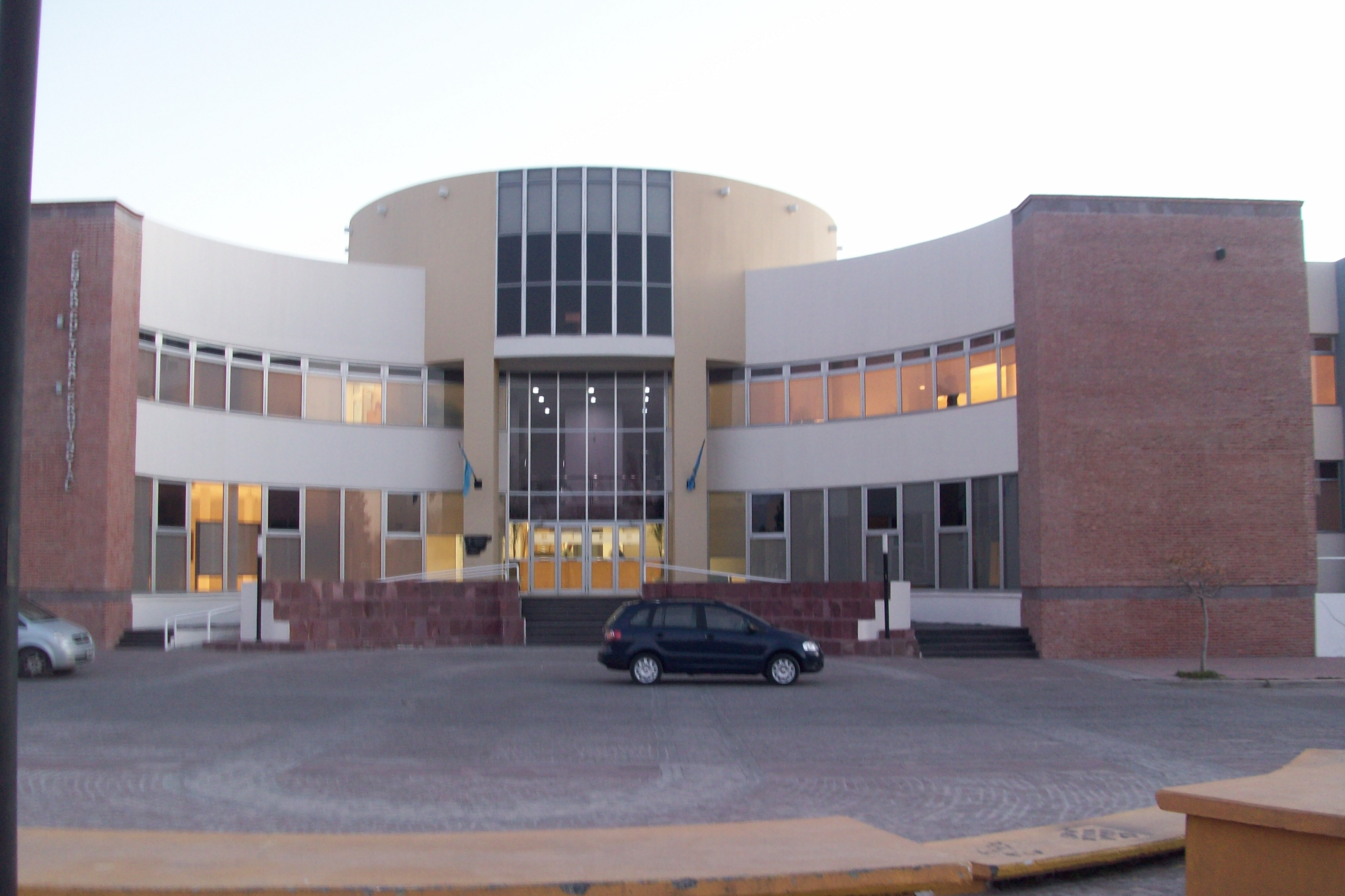
Культурний центр Росона

Хоча у Росоні є достатня кількість навчальних закладів усіх рівнів, до 2010 року він залишався єдиною столицею провінції без власного університету. 15 березня 2010 року у місті було відкрито Провінційний Університет Чубута (ісп. Universidad Provincial del Chubut), який має 2 факультети і близько 150 студентів.
У Росоні є такі музеї:
- Міський музей (ісп. Museo de la Ciudad) — містить колекцію предметів історії, фотогалерею.
- Музей Don Bosco присвячений історії міста.
- Регіональний салезіанський музей (ісп. Museo Regional Salesiano)
- Музей поліції (ісп. Museo Policial)
- Музей солдат Мальвін (ісп. Museo del Soldado de Malvinas)